# アンワル・アッ＝サーダート
ムハンマド・アンワル・アッ＝サーダート（アラビア語: محمد أنور السادات, ラテン文字転写: Muḥammad Anwar al-Sādāt, 1918年12月25日 - 1981年10月6日）は、エジプトの軍人、政治家。共和政エジプト第3代大統領（第2代アラブ連合共和国大統領、初代エジプト・アラブ共和国大統領）。また首相を2期務めた。

## 名前
ファーストネームは「ムハンマド・アンワル」と2語1組の複合名でこのひとまとまり全てがファーストネームとなる。しかしながら公人として有名になったためムハンマドが省略され単にアンワルとのみ呼ばれるようになったことから、単に「アンワル・アッ＝サーダート」や日本式に定冠詞を省いた「アンワル・サダト」とすることが広く行われている。
ラストネームの「アッ＝サーダート」は原語での発音に近いカタカナ表記で、比較的新しい表記法である。日本では存命中から現在に至るまで、外務省や新聞・報道は一貫してサダトと表記しており、一般にはこちらの方がより広く知られている。

## 経歴

### 自由将校団への参加とエジプト革命
サダトは1918年、ミヌーフィーヤ県のミト・アブー・アル＝クムで貧しいスーダン系エジプト人一家の13人兄弟の一人として生まれた。1937年末にはカイロの王立陸軍士官学校1期生を卒業し、当初カイロ近郊の通信部隊に配属されたが、間もなく第3旅団附としてマンカバドに転属。ここで2期生卒業のガマール・アブドゥル＝ナーセル、ザカリア・ムヒエディンと出会い、やがて彼らは密かに士官達の祖国解放運動に加わる。それは1922年にイギリスの保護領として成立したエジプト王国において、実権を握るイギリス軍の支配から真に祖国を解放しようという運動であった。1939年12月にカイロ・マーディの陸軍通信学校に入学、卒業時には生徒代表として答辞を読む。卒業後はマーディに留まり、通信部隊長となり僻地に転任したナセルとアーメルに代わって地下組織の育成に勤しんだ。
第二次世界大戦中の1942年、エルヴィン・ロンメル率いるドイツ・アフリカ軍団はエル・アラメインまで進撃していた。祖国解放を目指したサダトはゲズィーラ島のザマーレクにナセルらと集まり、ドイツ軍に呼応してカイロ市内でナハスのワフド党政権に代わってアリ・マヘルを擁立することを計画した。さらに、イギリスの圧力で解任された参謀総長アジズ・エル・アル＝マスリがドイツ軍より呼応を求められていると知るや、その手段を講じ、最終的にドイツ軍陣地までエジプト陸軍の飛行機を飛ばそうと計画するも、離陸直前に飛行機が大破して失敗した。その後、接触していたイギリス軍将校に扮するドイツの諜報員（サラム作戦）が逮捕され自白したことでサダトの名前が上がり、軍法会議にかけられる。なお、スパイの協力者であった踊り子ヒクマト・ファフミーがサダトの愛人であったとのち告白しているがサダトはこれを否定している。その後、証拠不十分で銃殺は免れたが軍籍剥奪の上投獄され、初めは外国人留置所に、次に監獄病院と拘留生活を送った。1944年に脱獄し終戦までカイロの日本庭園で潜伏した。
士官学校の同期で友人のガマール・アブドゥル＝ナセルとともに自由将校団を結成し、1952年のクーデター（エジプト革命）に参加する。クーデターの際、サダトはラジオおよびテレビ局を占拠し国民に革命の発表を行なった。

### ナセル政権下で
革命によって1953年、エジプトは王制を廃止し共和制へ移行した。サダトは新政府のリーダーとなったナセルを支え、ナセル政権が成立した1954年、国務大臣に就任する。1958年にナセルがエジプトとシリアを合邦してアラブ連合共和国を建国し、その初代大統領の地位に就くとサダトも翌年連合国務長官に任命された。さらに1960年から1968年まで人民議会議長を務める。この間の1964年には副大統領に任命され、大統領評議会の議員となった。このときの副大統領就任は短期間であったが1969年12月19日に再び副大統領に任命され、翌年10月15日まで同職を務めた。

### 大統領就任
1970年9月28日、ナセルが死去すると副大統領として大統領代行を務めることになったサダトは国民へ大統領の死去を伝えるスピーチを行った。同年10月15日、サダトは正式に大統領に就任し、大統領就任後はナセルの社会主義的経済政策を改めて経済自由化を進めるとともにイスラム主義の運動を解禁してエジプトの路線を大きく右旋回させた。これらの政策に対する反対派は一掃し、国有メディアはそれを革命の矯正と名付けた。さらに1961年にシリアが離脱して以来、連合国家の体をなしていなかったアラブ連合共和国の正式な解体を決断し1971年9月2日、国号をエジプト・アラブ共和国に改めた。

### 第四次中東戦争と対イスラエル和平
大統領就任当初、サダトはナセルが敷いた汎アラブ対イスラエル強硬路線を継承し、シリアやリビアとともにアラブ共和国連邦を結成した。1973年10月6日、シリアと共同でイスラエルに開戦して第四次中東戦争を主導し、イスラエル軍に大打撃を与えた。これによってサダトは国民的英雄となった。

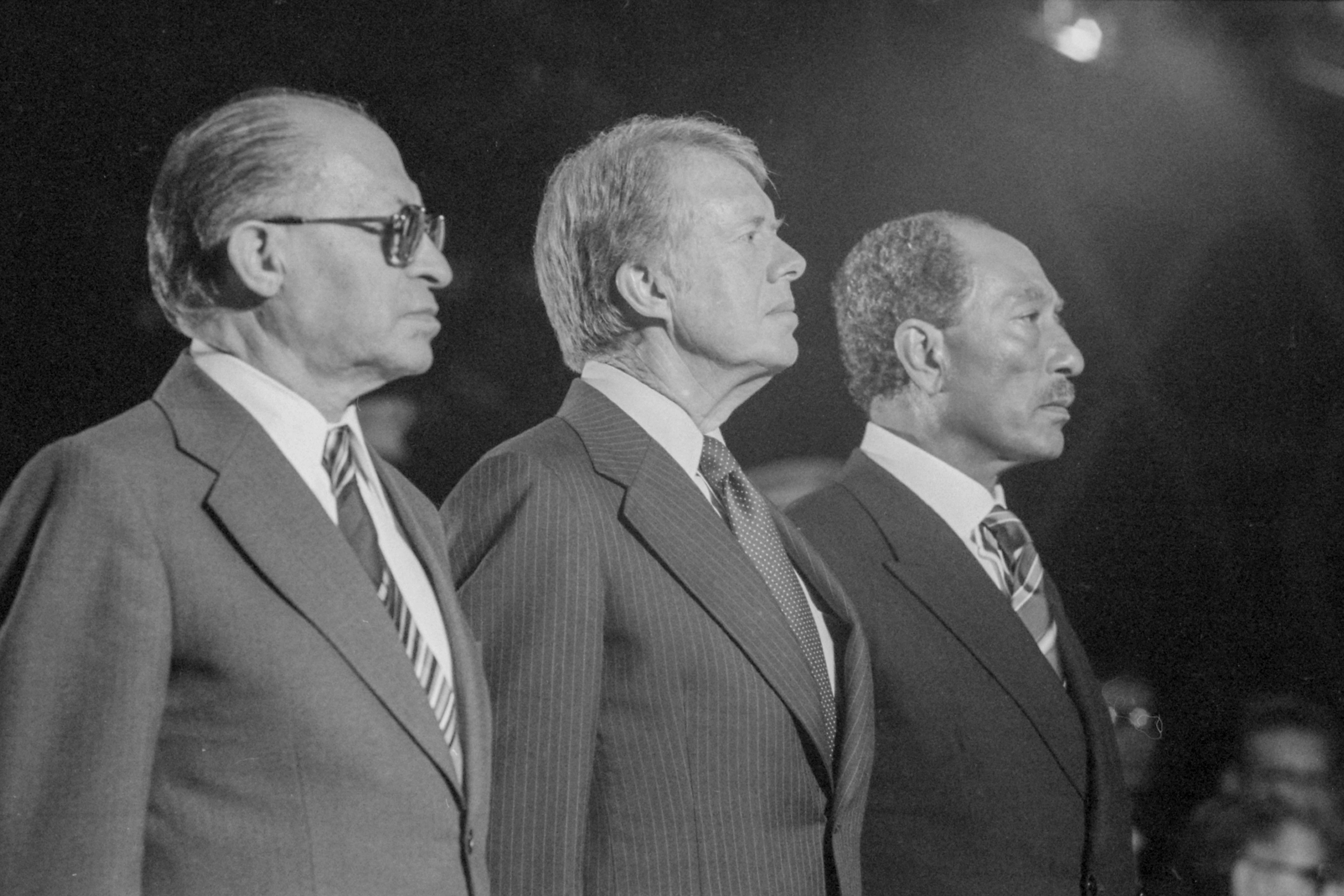
1978年のキャンプデービッド合意、左から、ベギン、カーター、サダト。

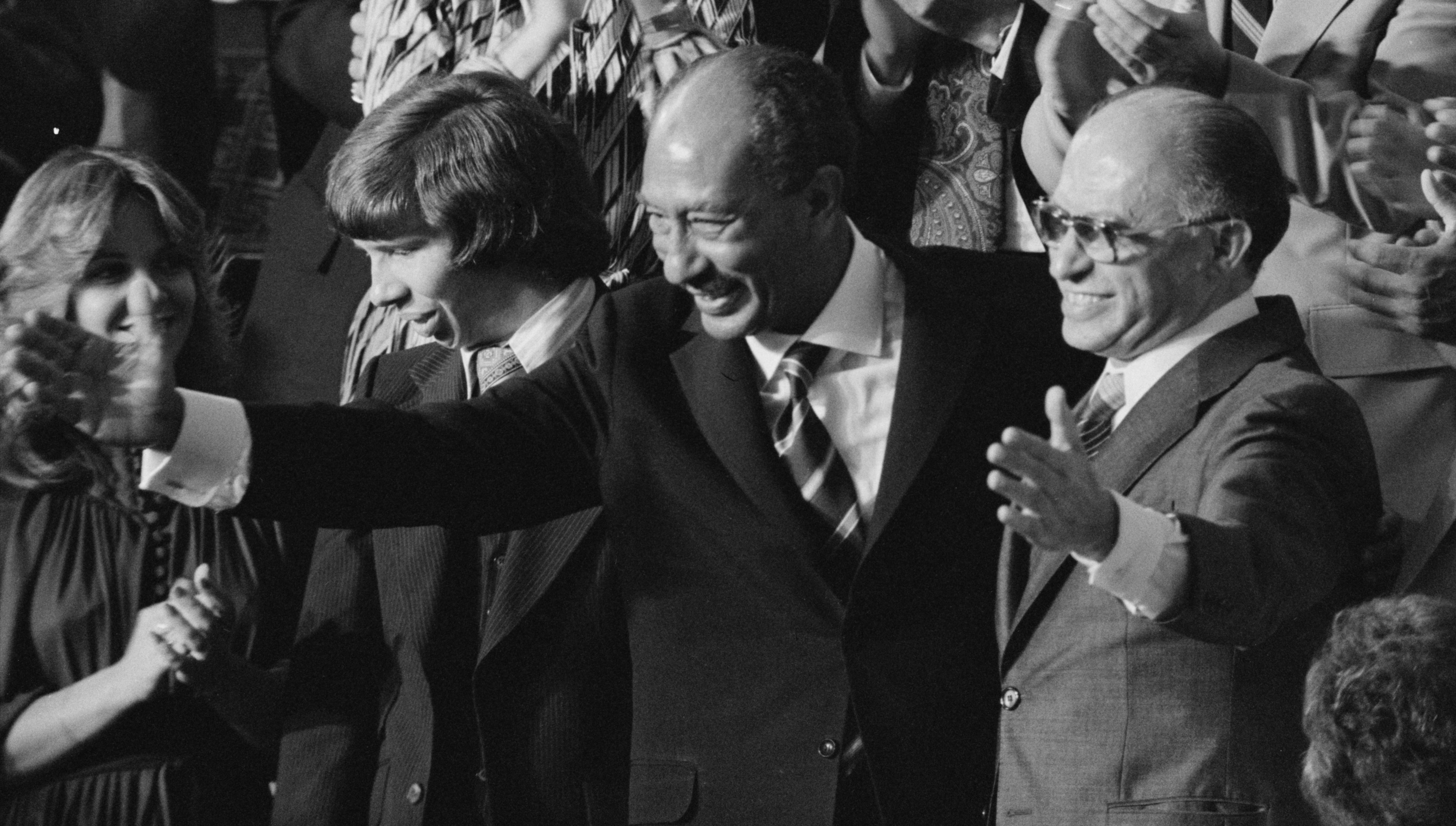
サダトとベギン。

この戦争前にはソビエト連邦の軍事顧問団を追放しており、1974年2月にアメリカ合衆国との国交を正常化させ、当時のリチャード・ニクソン政権から軍事的経済的援助を受け、1976年にはナセルの親ソ・反米の外交路線を完全に反ソ・親米に転換した。同年3月にソ連との友好協力条約を破棄し、翌4月に中ソ対立を起こしていた中国にホスニー・ムバラク副大統領を派遣して毛沢東と会見させて武器を購入した。同年9月にはサウジアラビアやモロッコ、イランなどとともに結成した反ソ同盟サファリ・クラブの本部をカイロに置き、第一次シャバ紛争やオガデン戦争ではザイールとソマリアを支援してアフリカからのソ連の影響力排除を画策し、ソ連のアフガニスタン侵攻を批判してモスクワオリンピックをボイコットして反政府武装勢力のムジャヒディンへの支援を表明した。
1977年にイスラエルのメナヘム・ベギン首相の招きでエルサレムを訪問した。エジプト・イスラエル間の和平交渉を開始し、翌1978年にアメリカのジミー・カーター大統領の仲介のもと、キャンプ・デービッド合意にこぎつけた。そして1979年には両国間に平和条約が結ばれた。
この合意は長年の仇敵だったイスラエルとの和解をもたらすものだけではなく、1967年の第三次中東戦争でイスラエルに占領されたシナイ半島の領土を平和裡に返還する伏線ともいうべきもので、エジプトが中東和平の先駆けとして周知されることにも繋がった。

### 国民からの反発
この歴史的合意により、サダトはベギンとともに1978年ノーベル平和賞を受賞し世界各国から高い支持を受けた。だが、このエジプト＝イスラエル単独和平は「パレスチナのアラブ人同胞に対する裏切り」と受け取られ、スーダンのモハメド・アン＝ヌメイリを除くアラブ諸国の指導者とイスラム教徒の民衆の反感を招き、サダト政権は次第に孤立する。また1974年から1982年まで2度の石油危機もあって急激に成長したものの、経済自由化と外資導入のインフィタ政策の結果、エジプト社会に貧富の差が広がり、腐敗が横行したことによる国民の不満も高まっていた。
1978年11月、イラクのバグダッドで行われた1978年アラブ首脳会議でエジプトは主導国であるにもかかわらず、アラブ連盟を追放された。同時にアラブ連盟の本部もエジプトのカイロからブルギーバ政権下のチュニジアのチュニスへと移転した。この会議を主催してエジプト追放に成功したイラクはエジプトに代わってアラブの盟主になることも目論み、後にイラン・イラク戦争を引き起こす原因の1つになったともされる。

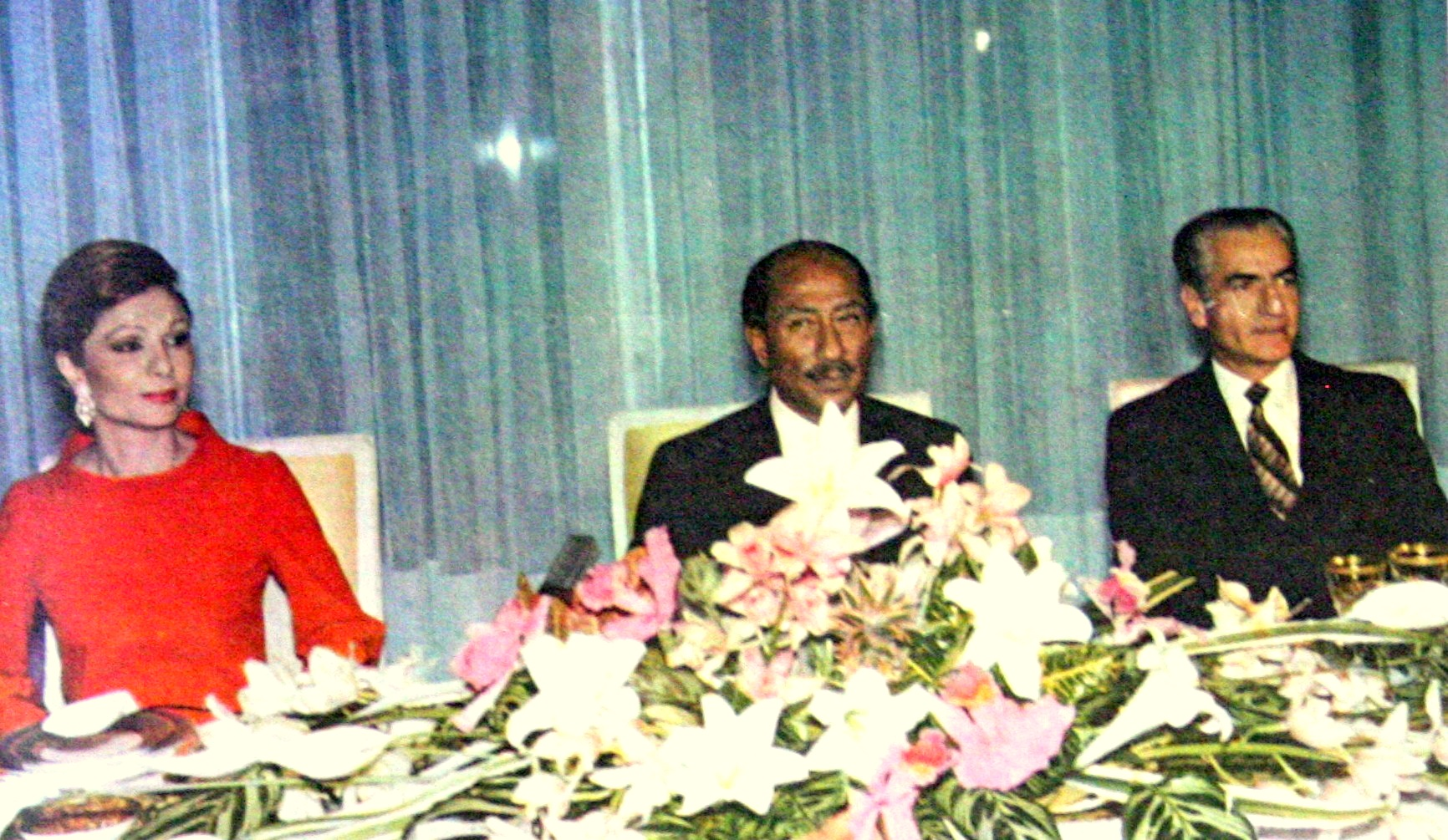
1975年、イランのパーレビ国王とともに

1979年1月、イランでルーホッラー・ホメイニーが指導するイラン革命が勃発した。サダトは親しかったモハンマド・レザー・パフラヴィー皇帝のエジプトへの亡命を受け入れたものの、その後パフラヴィーがアメリカへ向かうとイスラム教徒を中心に猛烈な反発を受けることになった。
イスラム教徒や知識層からの反発が強まる中、1981年9月にサダトは共産主義者、ナセル支持者、フェミニスト、イスラム原理派、大学教授やジャーナリスト、学生運動家といった知識人および政治的活動家の多くを厳しく取り締まり拘束した。その数はおよそ1600人におよび、国際的な非難を受けた。
この間に発生した経済恐慌と反対派に対する抑圧によって、サダトに対する国民の支持はますます失われていった。

### 暗殺
1981年10月6日、サダトは第四次中東戦争開戦日を記念しその勝利を祝う戦勝記念日のパレードを観閲中にイスラム復興主義過激派のジハード団に所属するハリド・イスランブリ砲兵中尉によって暗殺された。
サダト本人も、自分がいつか暗殺されることを予期しており、近々自分が殺されるだろうと親しい友人などに語っていたという。死の直前にしたためたとされる手記には「自分は、今まで永年の仇敵とされていた、イスラエルとの間に平和を作り上げた。これで人生の終わり。あとはただ昇天を待つのみである」と記述されている。また暗殺される一年前に出された自伝にも、自らの死を予期する記述がある。しかし事件当日、制服の方が崩れると言うことで、サダトは防弾チョッキを着ようとはしなかった。
そのため、4重の警護に守られており、パレードにおける火器使用の規制が行われるはずであったが、その手続きを担当する士官はメッカ巡礼に出かけていた。折しも上空では空軍のフランス製の6機のミラージュが見事なアクロバット飛行を披露して赤・白・緑の煙でエジプト国旗を描いており、群衆はそれに気をとられていた。パレード中の砲兵車両部隊の1両が大統領の観閲席前にエンジン故障を装い突然停止し、乗車していた暗殺隊が飛び降りてきた。イスランブリ砲兵中尉は大統領の前に進み、サダトはイスランブリ砲兵中尉の敬礼を受けようと起立していたがイスランブリ砲兵中尉は3個の手榴弾を投げつけ、その内1個が爆発した。イスランブリ砲兵中尉と暗殺隊は突撃銃で観閲スタンドに射撃した。サダトが倒れた後、人々は銃弾からサダトを守るために周囲に椅子を投げた。その時、イスランブリ砲兵中尉が「ファラオへの死!」と叫びながら観閲スタンドに走り寄り、サダトの体へ銃を発射した。
銃撃戦はなおも約2分間続き、キューバの特命全権大使やオマーンの将官、中国の軍事技術者、コプト正教司祭を含む11名が死亡、ホスニー・ムバラク副大統領、ブトロス・ブトロス＝ガーリ外務大臣、訪問客のアイルランドのジェームズ・タリー国防大臣、4人のアメリカ軍連絡将校を含む38名が負傷した。
保安部隊は不意を突かれたものの、間もなく応戦した。 暗殺隊の2人が射殺され、イスランブリ砲兵中尉と他の暗殺隊は憲兵隊によってその場で逮捕された。
首・胸・腰などに被弾したサダトは病院へ搬送され、11人の医師による手術を受けたものの同日午後7時50分（日本時間7日午前2時50分）、エジプト政府から正式にその死が発表された。62歳没。サダトの後継としてムバラク副大統領が大統領に昇格した。ムバラク副大統領もこの攻撃で手を負傷し、サダトの葬儀には世界中から多くの高官が参列した。サダトの亡骸は、ナスルシティのピラミッド状の無名戦士の記念碑に葬られた。

## 家族
サダトは2度結婚している。最初の妻エーサン・マジと1949年5月29日に離婚し、その日に16歳年下のエジプト人とイギリス人の混血であるジーハーン・サフワト・ラオウフ（当時15歳）と結婚（再婚）した。サダトはジーハーンとの間に三人の娘と一人の息子をもうけた。ジーハーンは『In Search of Identity』（1977年）により2001年にパール・バック賞を受賞している。

## 邦訳著作
- 井上幸治 訳『ナイルの叛乱』岩波書店〈岩波新書〉、1958年8月。NDLJP:2995898。(要登録) - フランス語版を元にしている。
- 朝日新聞東京本社外報部 訳『サダト自伝 : エジプトの夜明けを』朝日イブニングニュース社、1978年6月。NDLJP:12284107。(要登録)
- 読売新聞外報部 訳『サダト・最後の回想録』読売新聞社、1982年9月。NDLJP:11924240。(要登録)